# Hydropsyche scudderi
Hydropsyche scudderi är en nattsländeart som beskrevs av Cockerell 1909. Hydropsyche scudderi ingår i släktet Hydropsyche och familjen ryssjenattsländor. Inga underarter finns listade i Catalogue of Life.